# 오바라역 (히로시마현)
오바라역(일본어: 大原駅, おおばらえき 오오바라에키[*])은 일본 히로시마현 히로시마시 아사미나미구에 있는 히로시마 신교통 1호선의 역이다.
| 1 | ■ 하행 | 오즈카 · 고이키코엔마에 방면                                                                                |
| 2 | ■ 상행 | 조라쿠지 · 야스히가시 · 후루이치 · 기온신바시키타 · 우시타 · 하쿠시마 · 신하쿠시마 · 겐초마에 · 혼도리 방면 |

히로시마 고속 교통의 오바라 역은 섬식 승강장 1면 2선의 구조를 갖춘 고가역이다.

## 같이 보기
- 히로시마 고속 교통 히로시마 신교통 1호선
- 히로시마 고속 교통

| 히로시마 고속 교통 히로시마 신교통 1호선 | 히로시마 고속 교통 히로시마 신교통 1호선 | 히로시마 고속 교통 히로시마 신교통 1호선 |
| ---------------------------------------- | ---------------------------------------- | ---------------------------------------- |
| 도모 혼도리 방면                         | ■ 아스트램 라인                          | 도모추오 고이키코엔마에 방면             |